# Система комплементу
Система комплементу (лат. complementum — доповнення) — група білків сироватки крові, що складається з протеаз та їхніх активаторів, є важливою частиною гуморального імунітету хребетних тварин. Термін «комплемент» запроваджений у 1899 році німецькими вченими П. Ерліхом та Ю. Моргенротом.

## Властивості

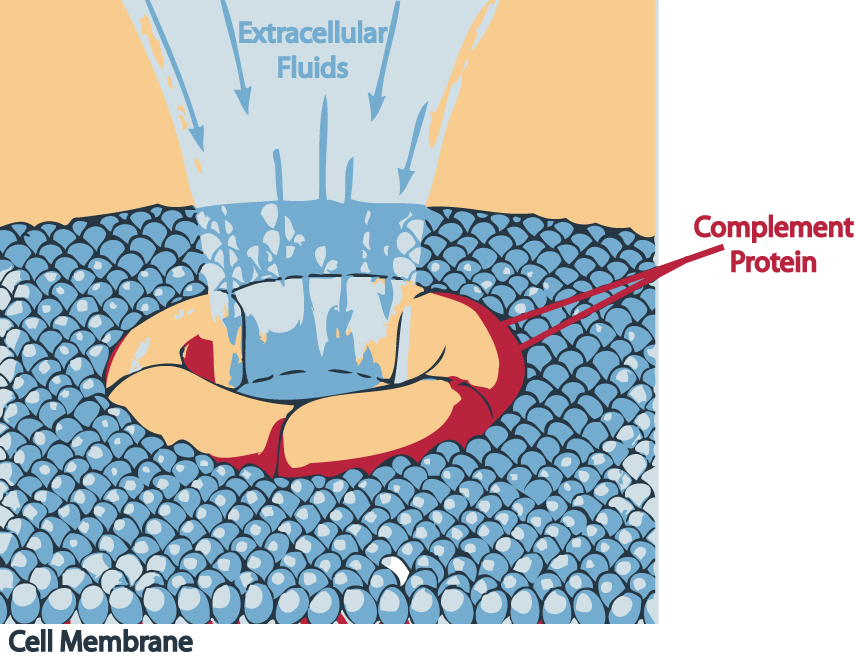
Знищення клітини трансмембранним комплексом

Система комплементу активується, якщо в організм потрапляють бактерії, віруси, деякі токсини або утворюються модифіковані клітини, при цьому клітини-мішені руйнуються, а віруси та токсини знешкоджуються. Комплемент складається з 9 компонентів, які позначаються від С '1 до С'9, причому С '1 складається з 3 субодиниць. С '1 є ейглобуліном, С '2 та С '3 – мукоглобуліном, С '4 – вуглеводом. Комплемент міститься у різних кількостях у сироватці крові, залежно від виду тварин, віку, умов живлення та інших фізіологічних факторів. У людини вміст комплементу доволі постійний та може змінюватись внаслідок деяких захворювань, отруєння та дії алкалоїдів. При ревматизмі, малярії, сифілісі ЦНС, та шизофренії кількість його значно зменшується. Крім сироватки крові комплемент міститься у ексудатах у місцях запалення та у різних рідинах організму.
Комплемент термолабільний, він руйнується при 55°C протягом 30 хвилин, але може тривалий час зберігатись у висушеному стані при низьких температурах. Швидко руйнується під дією прямих сонячних променів та рентгенівського опромінення. Бактерицидна дія зменшується під дією пепсина та кислот. Деякі речовини, наприклад сахароза, глюкоза, що пригнічують денатурацію білка, підвищують стійкість комплементу до негативних факторів.
Під час активації комплементу проходить ряд послідовних реакцій специфічно обмеженого ферментативного протеолізу, під час яких компоненти комплементу переходять в активний стан, внаслідок відщеплення пептидних фрагментів. Останні мають фізіологічну активність та можуть виступати анафілотоксинами (викликають скорочення гладенької мускулатури), підвищують проникність судин, є факторами хемотаксису та фагоцитозу, медіаторами реакцій імунної відповіді, беруть участь в активації макрофагів та лейкоцитів, регуляції синтезу антитіл тощо. Фрагменти активованих компонентів комплементу керують також біосинтезом інтерлейкинів, простагландинів та лейкотриєнів. Активація комплементу включає етапи ініціації, ампліфікації (підсилення) та клітинної атаки. Існують три основні шляхи активації — класичний, альтернативний і лектиновий.

## Класичний шлях

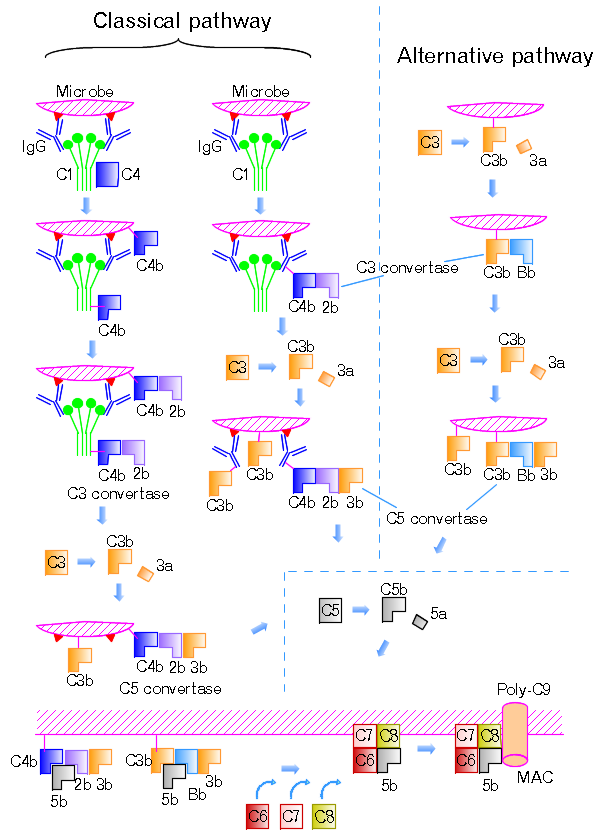
Класичний та альтернативний шлях активації комплементу

При такому шляху у активації беруть участь 9 компонентів (С'1-С'9). Вона проходить на комплексах антиген-антитіло, які утворені імуноглобулінами класів G та M. Після утворення таких комплексів структура імуноглобулінів змінюється таким чином, що вони отримують змогу зв'язувати С1q-компонент комплементу. До них приєднується C1r та C1s, далі цей комплекс перебудовується та перетворюється на С1-естеразу, яка розщеплює С4, при цьому утворюється С4а та С4b, який входить до складу комплексу, до якого потім приєднується С2 який після взаємодії з С1s розкладається на С2b та С2a. С2b (колись цей фрагмент називали С2a) теж входить до комплексу. Такий комплекс називають «С3-конвертаза» (С4b2b) класичного шляху. Потім подібна реакція перетворення проходить з білком С3 (утворюється «С5-конвертаза» (C4b2b3b) класичного шляху) та білком С5. Після цього приєднуються білки С6, С7 та С8. Цей конгломерат отримує здатність приєднати дві молекули С9, внаслідок чого формується трансмембранний канал (діаметр близько 10 нм), через який вільно проходять іони та вода, внаслідок чого в клітині підвищується осмотичний тиск, який призводить до розриву оболонки та загибелі клітини.

## Альтернативний шлях
Цей шлях відрізняється від класичного тим, що для його активації не потрібно утворення імунних комплексів з імуноглобулінами. Активація починається з утворення С3b з С3 на поверхні патогену під дією полісахаридів бактеріальної клітини, вірусних частинок, клітин пухлин. Реакція проходить в присутності іонів магнію, також беруть участь специфічні білки (фактори D та B). В результаті кількох перетворень утворюється комплекс С3bBb3b - «С5-конвертаза» альтернативного шляху, далі процес проходить аналогічно класичному шляху. Альтернативний шлях працює завжди та дуже активно, що забезпечує швидку неспецифічну відповідь на появу у організмі патогенів.

## Лектиновий шлях
Здійснюється за рахунок лектинів — білків, що зв'язують вуглеводи бактеріальних клітинних стінок. До лектинів належить манозозв'язувальний білок сироватки крові. Приєднуючись до бактерії, він активує манозозв'язувальну протеїн-асоційовану серинову протеазу, яка розщеплює С2 і С4 компоненти комплементу. Таким чином, утворюється С3-конвертаза, і надалі каскадна реакція активації комплементу проходить класичним шляхом.

## Регуляція системи та її значення у клінічних дослідженнях
У регуляції системи комплемента беруть участь специфічні інгібітори, які регулюють швидкість роботи ферментів ключових реакцій. Крім того, більшість компонентів системи активні тільки у складі комплексу на поверхні патогенну дуже короткий час, якщо за цей час вони не зустрінуться з наступним компонентом, комплекс втрачає активність.
Збільшення або зменшення кількості комплемента у крові спостерігається при багатьох захворюваннях (запалення, аутоімунні та онкологічні захворювання). Препарати комплементу (сироватка крові морської свинки) використовують у діагностиці при проведенні реакції зв'язування комплементу – визначення кількості антитіл у крові (зокрема реакція Вассермана).